# 大垣市墨俣歴史資料館
大垣市墨俣歴史資料館（おおがきしすのまたれきししりょうかん）は、岐阜県大垣市にある博物館である。
正式名は墨俣一夜城（大垣市墨俣歴史資料館）。単に墨俣一夜城とも称する。

## 概要
- 大垣市墨俣地区の歴史、墨俣城に関する資料などを展示する施設である。1991年（平成3年）4月6日に安八郡墨俣町の墨俣一夜城（墨俣町歴史資料館）として開館。2006年（平成18年）3月27日に墨俣町が大垣市に編入されたことにより墨俣一夜城（大垣市墨俣歴史資料館）に改称する。
- 建物は大垣城天守閣（1959年（昭和34年）に外観復元して再建）を模した鉄筋コンクリート造4層6階建[注釈 1]である。敷地面積は1099.07m2。建築面積は184.285m2、延床面積は574.29m2[2]、高さ23.0m[3]。屋根には大蔵省造幣局製作の金のシャチホコがのせられている。墨俣城跡地と思われる場所にあるが、実際に存在したと言われている墨俣城とは全く異なる外観である。

## 沿革
墨俣城（墨俣一夜城）の建設計画はは戦前や昭和40年代にも計画されたが、実現されなかった。
- 1989年（平成元年）10月24日 - 建設が決定する[4]。建設資金はふるさと創生事業を元にふるさと創生基金を新設。これを基にすることになる。
- 1991年（平成3年）
  - 2月8日 - 大蔵省造幣局から金のシャチホコが墨俣町に引き渡される[5]。
  - 2月16日 - 金のシャチホコが屋根に取り付けられる[5]。
  - 4月6日 - 墨俣一夜城（墨俣町歴史資料館）として開館。初代名誉城主は竹下登[5]。
- 1994年（平成6年）3月27日 - 犀川に太閤出世橋（人道橋）が完成。
- 2002年（平成14年）3月23日 - 玄関ホールの純金製ミニチュアシャチホコが盗まれる[6]。その後2代目のミニチュアシャチホコが製作される。
- 2004年（平成16年）10月27日 - 内部改装が完成する[7]。
- 2006年（平成18年）
  - 3月27日 - 墨俣一夜城（大垣市墨俣歴史資料館）に改称する。
  - 10月23日 - 純金製ミニチュアシャチホコの一部分が盗まれる。
- 2017年（平成29年）4月13日 - 純金製ミニチュアシャチホコが入ったガラスケースにひびが入る盗難未遂事件が発生する。

## 主な展示
1階
- 郷土展示室

美濃路墨俣宿
輪中
2階
- 常設展示室

豊田穣関連
武功夜話関連
豊臣秀吉関連（墨俣城築城から稲葉山城攻め）
3階
- 常設展示室

豊臣秀吉関連（墨俣築城後から天下統一までの戦い）
4階
- ギャラリー

5階
- 展望室

## 利用案内
- 所在地：岐阜県大垣市墨俣町墨俣1742-1
- 開館時間：9:30 - 17:00
- 休館日：火曜日（その日が祝日の場合、その翌日）、祝日の翌日（その日が日曜日または火曜日の場合、その翌日。その日が月曜日または土曜日にの場合、その翌々日）、年末年始（12月29日 - 1月3日）
- 入館料：
  - 一般200円（団体20人以上は150円）。
  - 以下の場合は無料

18歳未満
大垣市内在住65歳以上
身体障害者手帳、療育手帳、精神障害者保健福祉手帳の所持者並びに当該所持者の介護者

## 交通アクセス
- 名阪近鉄バス「墨俣」バス停より徒歩約15分
  - 大垣駅（大垣駅前バスのりば）より岐垣線「岐阜聖徳学園大学」行き
- 岐阜バス「墨俣」バス停より徒歩約15分
  - 岐阜駅（JR岐阜駅バスターミナル）・名鉄岐阜駅（名鉄岐阜のりば）おぶさ墨俣線より【W65】墨俣行き

## 周辺施設
- 大垣市立墨俣小学校
- 墨俣宿
- 白鬚神社
- 墨俣神社
- 大垣共立銀行墨俣支店
- 大垣西濃信用金庫墨俣支店
- 長良大橋